# Urbana morfologija
Urbana morfologija proučava fizički oblik gradova koji se sastoji od uličnih obrazaca, veličina i oblika zgrada, arhitekture i gustoće. Urbana morfologija je forma i struktura urbanog područja. Morfologija grada uglavnom se bavi izgradnjom grada, uključujući njegov unutarnji i vanjski tlocrtni plan kao izraz njegovih raznovrsnih funkcija. Bit ideje morfologije bila je u početku izražena u zapisima velikog pjesnika i filozofa Goethea (1790.); termin se kao takav prvi put koristio u bioznanosti. Od nedavno se sve više koristi u geografiji, geologiji, filologiji i drugim predmetima.